# Silao
Silao è una città dell'India di 20.177 abitanti, situata nel distretto di Nalanda, nello stato federato del Bihar. In base al numero di abitanti la città rientra nella classe III (da 20.000 a 49.999 persone).

## Geografia fisica
La città è situata a 25° 4' 60 N e 85° 25' 0 E e ha un'altitudine di 59 m s.l.m..

## Società

### Evoluzione demografica
Al censimento del 2001 la popolazione di Silao assommava a 20.177 persone, delle quali 10.483 maschi e 9.694 femmine. I bambini di età inferiore o uguale ai sei anni assommavano a 3.875, dei quali 1.982 maschi e 1.893 femmine. Infine, coloro che erano in grado di saper almeno leggere e scrivere erano 10.416, dei quali 6.258 maschi e 4.158 femmine.